# Gesù Divino Maestro
Gesù Divino Maestro är en kyrkobyggnad och titelkyrka i Rom, helgad åt Jesus som den Gudomlige mästaren. Kyrkan är belägen vid Via Vittorio Montiglio i Quartiere Trionfale och tillhör församlingen Gesù Divino Maestro.

## Historia
Kyrkan uppfördes åren 1966–1967 efter ritningar av arkitekten Carlo Bevilacqua och konsekrerades den 30 september 1967 av kardinal Luigi Traglia.

## Titelkyrka
Kyrkan stiftades som titelkyrka med titeln Gesù Divin Maestro alla Pineta Sacchetti av påve Paulus VI år 1969.
Kardinalpräster
- John Joseph Wright: 1969–1979
- Thomas Williams: 1983–2023

## Kommunikationer
- Stazione di Gemelli